# Danuta Kozák
Danuta Kozák, född den 11 januari 1987 i Budapest, Ungern, är en ungersk kanotist.
Hon tog OS-silver i K-4 500 meter i samband med de olympiska kanottävlingarna 2008 i Peking.
Hon tog därefter OS-guld i K-1 500 meter och OS-guld i K-4 500 meter i samband med de olympiska kanottävlingarna 2012 i London.
Vid de olympiska kanottävlingarna 2016 i Rio de Janeiro tog Kozák tre guldmedaljer i K-1 500 meter, K-2 500 meter och K-4 500 meter. Hon blev den första kvinnliga kanotisten någonsin att vinna tre guldmedaljer i samma OS. Vid olympiska sommarspelen 2020 i Tokyo tog Kozák guld i K-4 500 meter och brons i K-2 500 meter.